# North American Arms
A North American Arms é uma empresa dos Estados Unidos, com sede em Provo, Utah, que fabrica pistolas de bolso e mini-revólveres, também chamados de "mouse guns". A empresa foi originalmente denominada Rocky Mountain Arms quando foi fundada em 1972. Em 1974, foi comprada por novos proprietários que renomearam a empresa para North American Manufacturing (NAM) e depois North American Arms (NAA).

## Produtos
A North American Arms oferece as seguintes linhas de produtos:

### Mini-revólveres
- 22 Short
- 22 Long Rifle
- 22 Magnums
- Pug, Mini-Master, & Black Widow
- Sheriff, Earl, & Hogleg
- Companion
- Collector Sets
- Distributor Exclusives
- Sidewinder & Ranger II

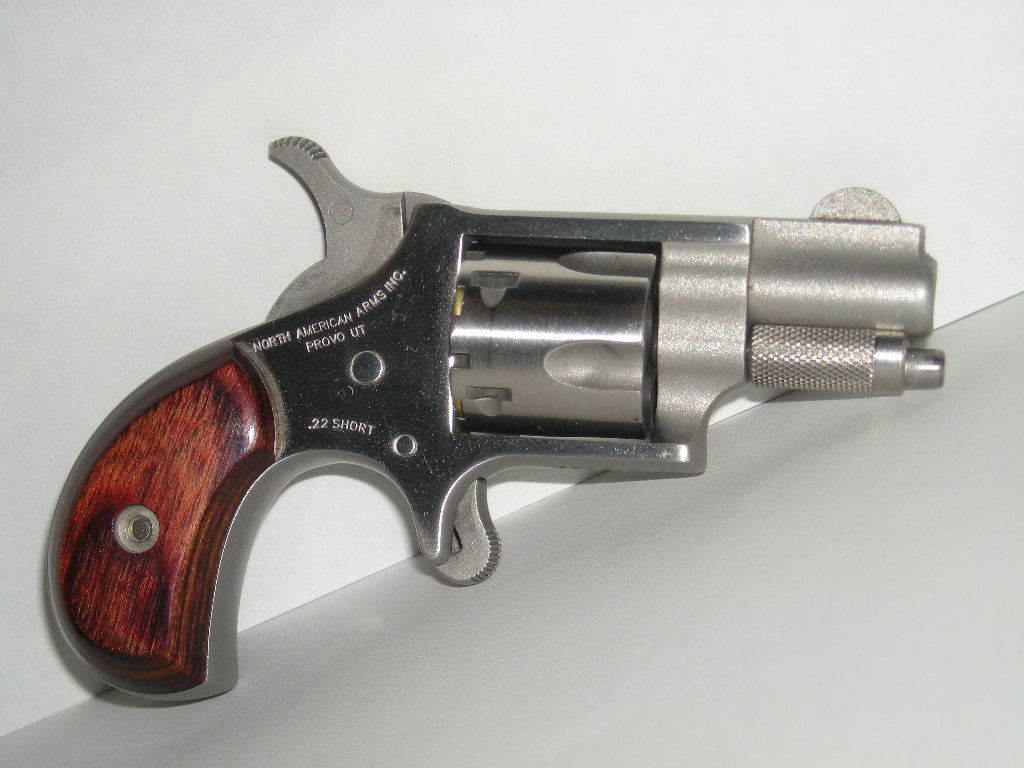
North American Arms model NAA22S mini-revolver, em .22 Short
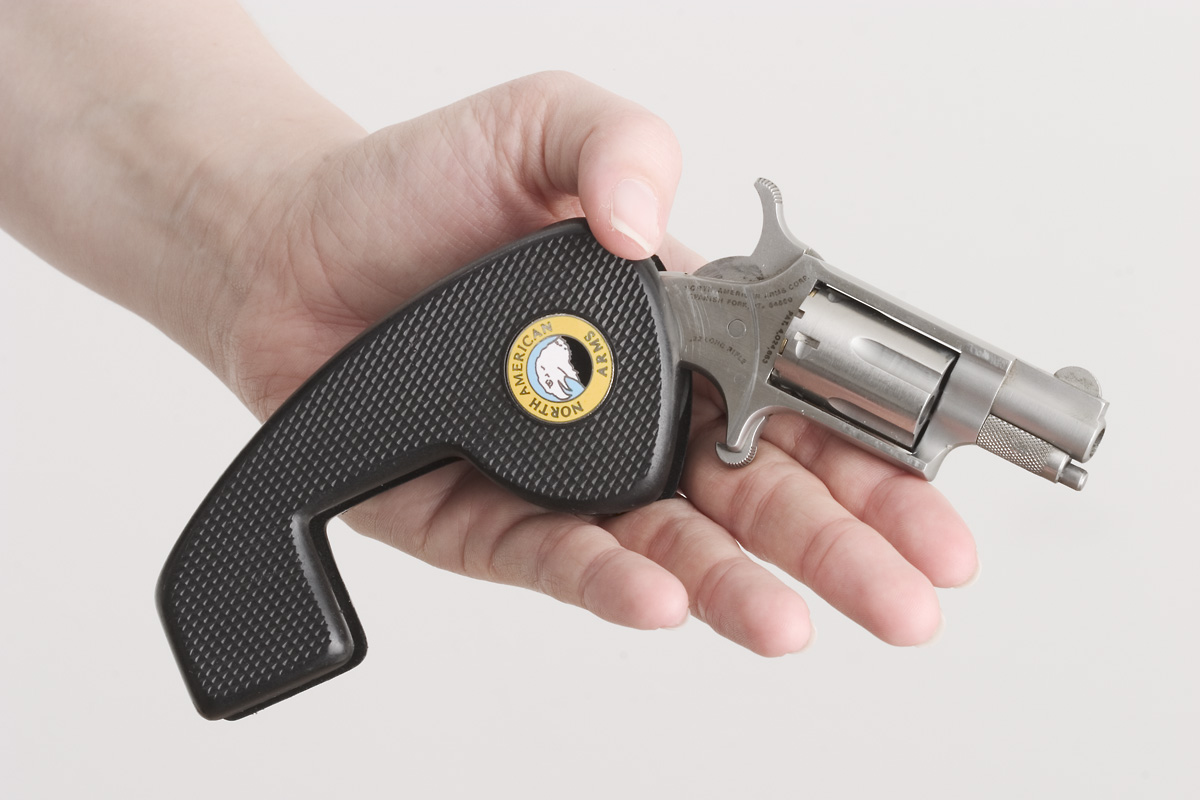
NAA mini revolver em .22 LR. pode ser dobrado sobre a empunhadura para porte no cinto com clip.
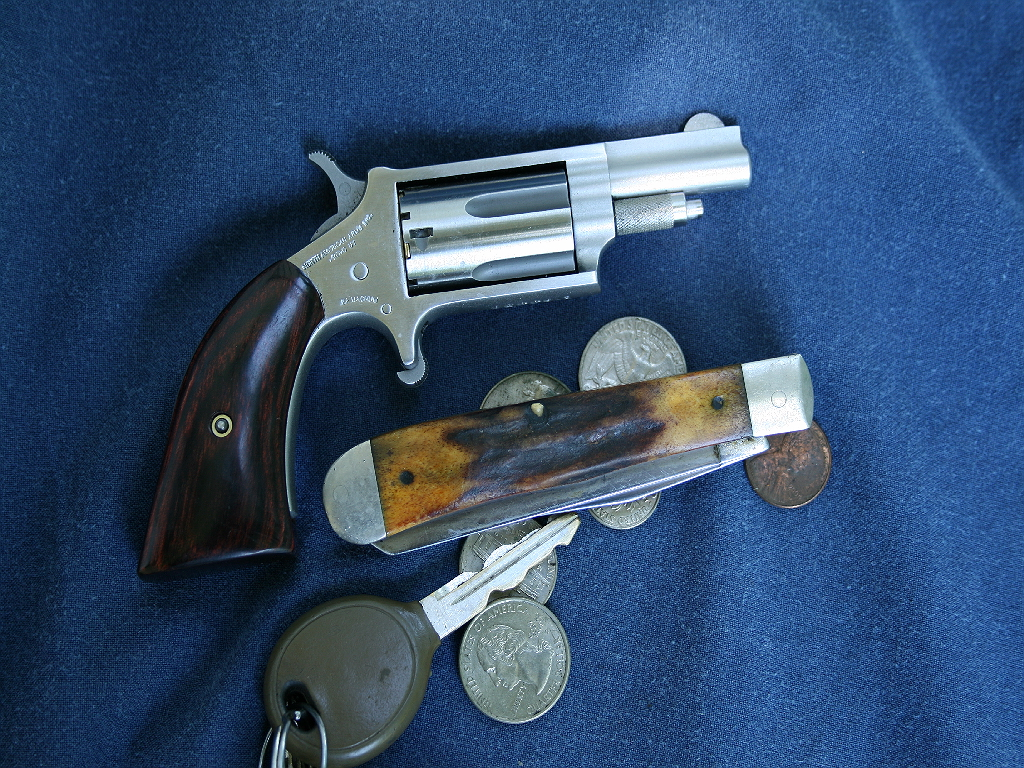
O .22 M- A .22 Winchester Magnum Rimfire revolver equipado com "Boot Grips"
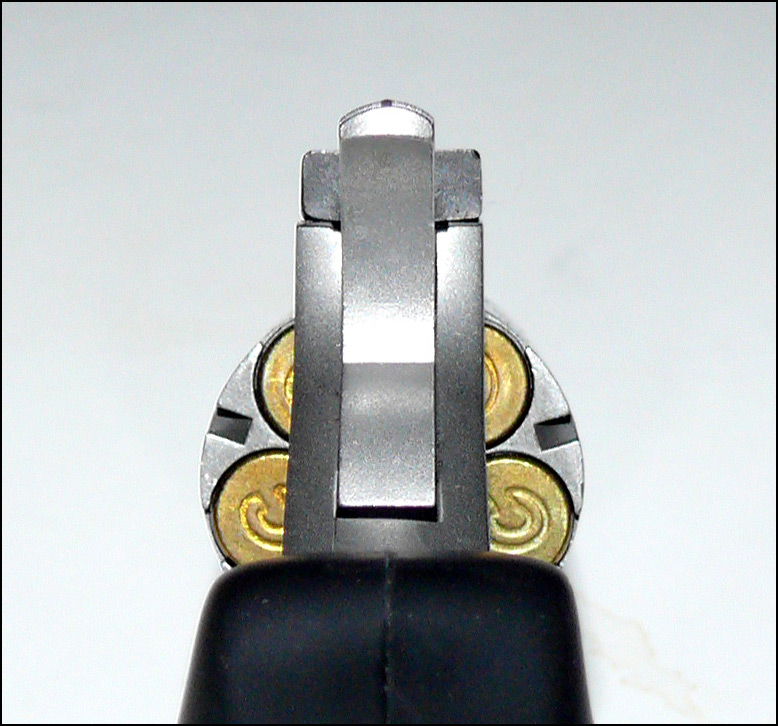
O NAA 22 magnum Black Widow revolver com o cilindro na posição de seguança.
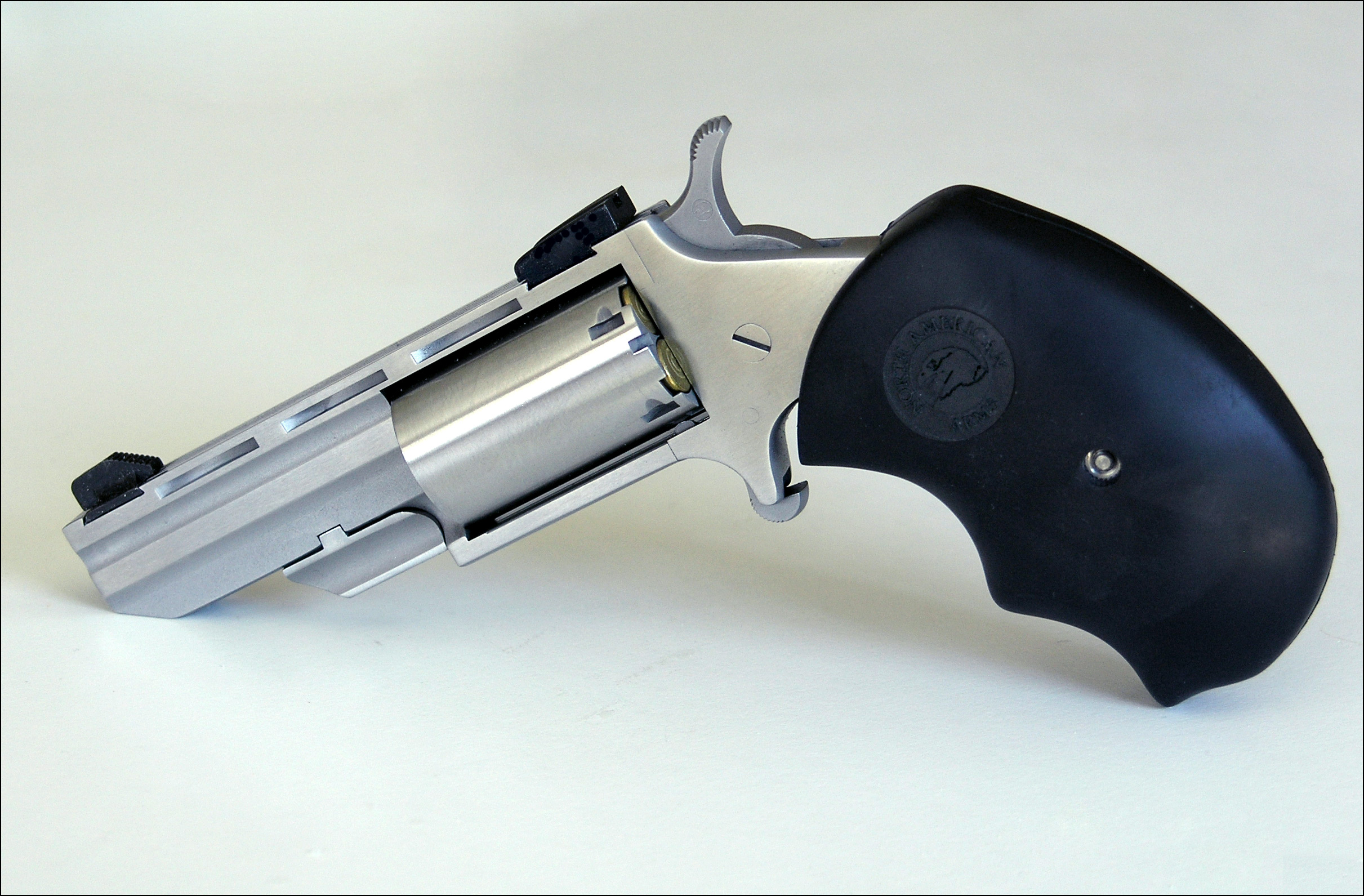
North American Arms Black Widow model NAA-BW-M para o .22 Magnum.
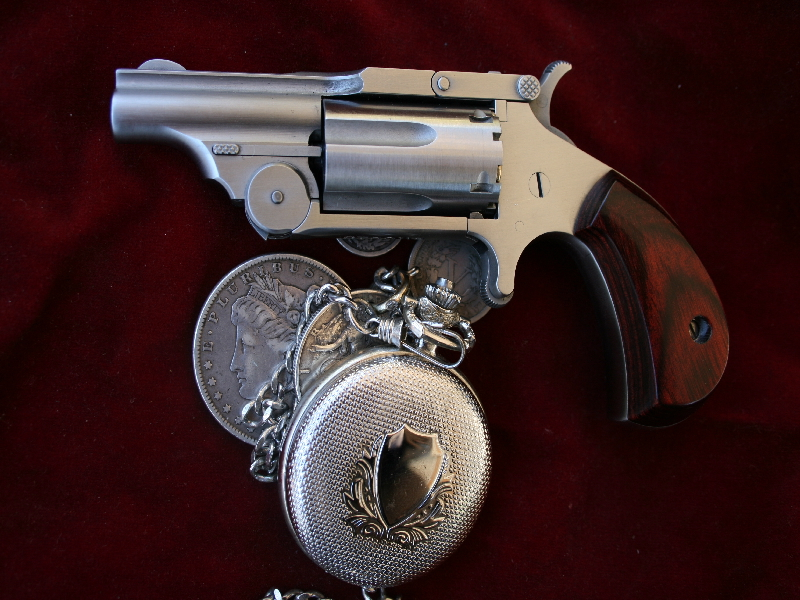
O top break "Ranger" de uma edição limitada.

### Semiautomáticas
- 25NAA & 32 ACP Guardian
- 32NAA & 380 ACP Guardian